# Te sigo amando
Te sigo amando (no Brasil: Sigo Te Amando) é uma telenovela mexicana produzida pela Televisa e exibida entre 18 de novembro de 1996 e 25 de abril de 1997, sucedendo  La antorcha encendida e antecedendo La jaula de oro, num total de 115 capítulos. 
Foi produzida por Carla Estrada, com um roteiro original de Delia Fiallo, a trama fala sobre uma menina rica que, para salvar a sua família da pobreza e da ruína, é obrigada a casar-se com um fazendeiro milionário e cruel. Mas ela sente amor por outro homem.
A trama é protagonizada por Claudia Ramírez e Luis José Santander e antagonizada por Sergio Goyri, María Rojo, Olivia Collins e Carmen Montejo com as atuações estrelares de Katy Jurado, René Muñoz, Juan Manuel Bernal e grande elenco.

## Produção
Carla Estrada vinha de seu enorme sucesso Lazos de Amor, e encarava agora uma novela em horário nobre. Um texto de Delia Fiallo, que havia sido um grande sucesso nos anos 80 com o nome de Monte calvario, seria agora a base para a nova investida de Carla: Te sigo amando.
A novela foi um sucesso, obteve muitos elogios de público e de crítica. Esse êxito deveu-se muito, justamente, à nova adaptação, feita agora por René Muñoz. Ele pegou a boa sinopse original, e agregou elementos, que a tornaram uma história mais envolvente e tensa que a original. A original seguia um estilo mais romântico e leve. Te sigo amando tornou-se uma novela tipicamente qualificada como um “drama rural”, com os tradicionais vilões dominantes, heroínas sofredoras e muitas tragédias, o que tornou a novela mais densa.
Mas a verdade é que Delia Fiallo, autora do texto original, foi quem mais torceu o nariz para a nova versão. Segundo ela, a nova versão estava muito violenta, e não condizia com a história que havia escrito anos atrás. Além disso, criticou a escolha da protagonista, Claudia Ramírez, julgando que ela era pouco bela para interpretar a heroína da história.
Outra reprovação quanto ao elenco esteve na escalação de María Rojo para viver Felipa. Segundo Delia, Felipa deveria ser uma mulher mais bela e mais jovem. Anos depois, em Mariana de la noche, outra adaptação de um texto seu para a televisão, ela novamente falaria mal da escolha de María Rojo para um papel, pelos mesmos motivos. Delia Fiallo teceu fortes declarações negativas a respeito de Te sigo amando na imprensa, mas isso não impediu que a novela fizesse bastante sucesso.
Destaques do elenco
O elenco também esteve bastante afiado. Mas foi Sergio Goyri quem se sobressaiu fazendo de seu Ignácio Aguirre um vilão inesquecível. Sua interpretação foi muito marcante, tanto que até hoje ele é considerado um dos melhores vilões de telenovelas em todos os tempos. Sua atuação como Ignácio lhe rendeu o Prêmio TVyNovelas 1998 de Melhor Ator.
Claudia Ramírez, como a sofrida Luísa (Yulissa, no original, que renderia o primeiro nome da novela: Yulissa, Mi Amor) também esteve muito bem. Ainda que não demonstrou muita química com seu galã, o venezuelano Luis José Santander, que viveu Luis Ángel. Surpreendente o final da novela, onde Luísa e Luis Ángel não ficavam juntos! O título da novela fez sentido ao final da história, quando os dois protagonistas se afastam, olham para trás e dizem: “Te Sigo Amando”. Esse final foi bastante elogiado devido a surpresa que causou. Mas na realidade, não havia um motivo tão contundente para que os dois não pudessem ficar juntos.
A primeira atriz Katy Jurado esteve soberba como Justina, a governanta e babá de Ignácio. Uma atuação a altura do prêmio de melhor primeira atriz, segundo a Revista TVyNovelas. Foi o último papel de Katy Jurado na televisão, já que ela viria a falecer de um ataque cardíaco em julho de 2002. Até então, Katy havia sido a única atriz mexicana a concorrer a um Oscar, feito que mais tarde Salma Hayek conseguiria.
Olivia Collins, vivendo Letícia, também se sobressaiu. A grande atriz María Rojo esbanjou talento como a empregada amargurada Felipa, amante de Ignácio e que odiava Luisa. Um dos motivos pelo qual odiava sua patroa era por acreditar que ela havia assassinado sua cobra amarela! Magda Guzmán e Osvaldo Benavides também chamaram a atenção como os loucos Ofélia e Lázaro. Um dos trabalhos mais comoventes foi o de Juan Manuel Bernal, como o alcoólatra Alberto, irmão de Luisa. Depois dessa novela, ele, Claudia Ramírez, Olivia Collins e Luis José Santander, não voltaram a aparecer em novelas da Televisa. Porém, Luis José Santander tenha uma atuação especial em Inocente de ti, de 2004, Olivia Collins retornava em 2011 como a antogonista de Dos hogares e Claudia Ramírez voltou à Televisa em 2014, ano em que interpretou Rebeca, a vilã de El color de la pasión, novela das 18h.

## Enredo
Yulissa Torres Quintero é uma bela jovem de alta classe social que ficou órfã muito jovem; portanto, ela e seu irmão Alberto foram criados por sua avó, a cruel Dona Paula Garza vda. de Torres-Quintero, que finge estar doente para manipular os netos. Depois de vários anos, Paula ficou sem dinheiro e sem um tostão, então ela decidiu hipotecar todos os seus bens a Inácio Aguirre, dono da fazenda Arroio Negro, como último recurso para sobreviver e evitar a pobreza.
Inácio Aguirre é um homem implacável e violento, odiado por todos ao seu redor, incluindo sua irmã Letícia. Ao conhecer Luiza, Ignacio se apaixona por ela e a quer só para si. Desesperada por dinheiro, Paula traça um plano, que consiste em casar sua neta com Inácio, embora ela se recuse terminantemente a descobrir que tipo de homem ele é.
Pouco tempo depois, Inácio sofre um acidente ao cair de um cavalo, que o deixa gravemente ferido na coluna. Além disso, quando Alberto (que é médico) tenta curá-lo, a operação dá errado e Inácio acaba paralisado. Inácio fica furioso e decide tirar proveito disso: com o consentimento de Paula, Luiza se casa com ele em troca do perdão da dívida e de não denunciar ou ferir Alberto. Para salvar sua família, Luiza aceita tal compromisso.
Longe dali está Luis Ángel Zaldívar, um jovem cirurgião especializado em ortopedia que se dedica à sua profissão de corpo e alma. A descoberta de uma brilhante técnica cirúrgica para reabilitar pessoas com deficiência rendeu a Luis Ángel grande reconhecimento na comunidade médica, uma vez que se dedica a curar pessoas com deficiência que não dispõem de recursos para pagar o tratamento.
Luiza, atormentada pelo inferno que vive em seu casamento, toma coragem e foge para Puerto Escondido, o pequeno povoado onde Luis Ángel faz suas consultas; um amor sincero e apaixonado nasce do trato diário destes dois jovens. Porém, diante da chantagem e ameaças de Ignacio, Luiza é forçada a voltar para o seu lado e sacrificar seu amor por Luis Ángel. Mais tarde, Inácio fica sabendo por meio de um artigo de jornal da existência de um famoso médico (o próprio Luis Ángel) que poderia curá-lo. Na esperança de voltar a andar, Inácio pede a Letícia que o leve a Arroio Negro o mais rápido possível. Quando Letícia conhece Luis Ángel, ela se apaixona perdidamente por ele.
Quando Luiza e Luis Ángel se reencontram, o amor ressurge entre eles, mas o ódio também nasce em Letícia, que se apega ao seu amor desordenado pelo médico. Um turbilhão de rancores e intrigas vai abalar a vida dos jovens amantes e conseguir separá-los mesmo quando Luiza está grávida. Ao saber que a criança que Luuza espera é de Luis Ángel, Inácio enlouquece e trama com a ajuda de Letícia um plano sinistro para fazer o bebê desaparecer. Luis Ángel também é vítima das intrigas de Letícia, com quem acaba se casando. Desesperada pela perda de seu filho e pela rejeição de Luis Ángel, Luiza decide abandonar Inácio definitivamente, mas ele continua a assediá-la.

## Elenco
- Claudia Ramírez - Yulissa Torres-Quintero de Aguirre
- Luis José Santander - Luis Ángel Zaldívar
- Sergio Goyri - Ignacio Aguirre
- Olivia Collins - Leticia Aguirre
- Katy Jurado - Justina
- Carmen Montejo - Paula Garza Vda. de Torres-Quintero
- Juan Manuel Bernal - Alberto Torres-Quintero
- María Rojo - Felipa
- Magda Guzmán - Ofelia
- Guillermo Murray - Arturo Aguirre
- René Muñoz - Padre Murillo
- Mónica Prado - Estela Zaldívar
- Aurora Clavel - Tránsito
- Harry Geithner - Lencho
- Osvaldo Benavides - Lazarito
- Alejandra Procuna - Elisa
- Lorena Enríquez - Consuelo
- Andres Gutierrez - Danilo
- Lucha Moreno - Emilia
- Fabián Robles - Óscar
- Ella Laboriel - Clarita
- Guillermo Lara - Hurtado
- Víctor Carpinteiro - Roberto
- Héctor Parra - Enrique
- Eduardo Liñan - Julio
- Arturo Lorca - Chucho
- Paty Thomas - Silvia
- América Gabriel - Claudia
- Yadhira Carrillo - Teresa
- Kuno Becker - Humberto
- Marga López - Montserrat
- María Clara Zurita - Marina
- Teo Tapia - Dr. Zavala
- Nerina Ferrer - Martina
- Alejandro Rábago - Fidencio
- Tito Reséndiz - Octavio
- Consuelo Duval - Natalia
- Guillermo Aguilar - Dr. Martínez
- Florencia Cuenca - Lucecita
- Melba Luna - Rosa
- Rocío Yaber - Efigenia
- Alejandro Villeli - Gudelio
- José Antonio Ferral - Cubillas
- Jesús Betanzos - Chava
- María Eugenia Bravo - Enfermera
- Alberto Chávez - Cirilo
- Kokin Li - Omar
- Sergio Morante - Juan
- Marcelo Portela - Silverio
- Manuel Rabiela - Mario
- Roxana Ramos - Carmelita
- Mariana Rosaldo - Dorita
- Javier Ruiz - Tomás
- Felicia Mercado - Dra. Carmen
- Chela Castro - Beatriz
- Ariel López Padilla - Doutor
- Raúl Magaña - David
- Cristina Saralegui - Ela mesma
- Juan Gabriel

## Exibição

### México
Na segunda-feira, 18 de novembro de 1996, o Canal de las Estrellas começou a transmitir Te sigo amando na faixa das 22hrs em episódios de 30 minutos de duração, substituindo La antorcha encendida. 
Durante sua transmissão, o canal sofreu algumas alterações em sua grade horário e, a partir de 6 de janeiro de 1997, a exibição da novela foi remanejada para o horário nobre, às 21:30, com capítulos de 1 hora, substituindo Sentimientos ajenos. Seu último capítulo foi ao ar em 25 de abril de 1997, tendo Pueblo chico, infierno grande como substituta, que estava sendo remanejada de horário.
Foi reprisada pelo seu canal original entre 07 de novembro de 2005 a 03 de março de 2006 substituindo La dueña e sendo substituída por El manantial.

### Brasil
No Brasil, foi exibida no SBT entre 17 de julho e 20 de novembro de 2000, no horário das 16h, em 91 capítulos, substituindo Kassandra e sendo substituída por Maria Isabel.
Enquanto na exibição original, pela Televisa, o tema principal, interpretado por Juan Gabriel, foi um dos mais bem-sucedidos da história das novelas, de tão marcante que foi, aqui, este tema foi trocado pelo hit "Teu Beijo", da Família Lima. Mas, assim como lá, o tema de abertura ficou marcante no Brasil,a ponto de ser usado como tema da protagonista de Vidas Cruzadas, novela nacional estreada pela Record TV no mesmo dia da exibição do último capítulo da telenovela mexicana, com apenas quatro horas de diferença. A novela garantiu uma boa audiência, derrubada por sua antecessora, a venezuelana Kassandra, o que garantiu a criação da faixa Tarde de Amor, que se consolidou em 2001. Teve uma média geral de 9 pontos.
Foi exibida pelo canal pago TLN Network entre 29 de novembro de 2010 a 12 de abril de 2011 substituindo Rosa Selvagem e sendo substituída por Maria Isabel.
Foi exibida pela segunda vez pelo TLN Network entre 18 de março a 27 de julho de 2024 substituindo Marimar e sendo substituída por A Que Não Me Deixas.

## Prêmios e Indicações
| Ano  | Prêmio                  | Categoria                    | Nomeações                      | Resultado |
| ---- | ----------------------- | ---------------------------- | ------------------------------ | --------- |
| 1998 | Premios TVyNovelas 1998 | Melhor telenovela            | Melhor telenovela              | Indicado  |
| 1998 | Premios TVyNovelas 1998 | Melhor atriz protagonista    | Claudia Ramírez                | Indicado  |
| 1998 | Premios TVyNovelas 1998 | Melhor ator protagonista     | Sergio Goyri                   | Venceu    |
| 1998 | Premios TVyNovelas 1998 | Melhor primeira atriz        | Carmen Montejo                 | Indicado  |
| 1998 | Premios TVyNovelas 1998 | Melhor primeira atriz        | Katy Jurado                    | Venceu    |
| 1998 | Premios TVyNovelas 1998 | Melhor ator de reparto       | Juan Manuel Bernal             | Indicado  |
| 1998 | Premios TVyNovelas 1998 | Melhor ator juvenil          | Osvaldo Benavides              | Venceu    |
| 1998 | Premios TVyNovelas 1998 | Melhor história ou adaptação | René Muñoz                     | Indicado  |
| 1998 | Premios TVyNovelas 1998 | Melhor direção de cena       | Miguel Córcega e Mónica Miguel | Venceu    |
| 1998 | Prêmio El Heraldo       | Melhor Telenovela do Ano     | Melhor Telenovela do Ano       | Indicado  |
| 1998 | Prêmio ACE de Nova York | Melhor Telenovela            | Melhor Telenovela              | Venceu    |
| 1998 | Prêmio ACE de Nova York | Melhor Ator                  | Sergio Goyri                   | Venceu    |
| 1998 | Prêmio ACE de Nova York | Melhor Co-Atuação Masculina  | Harry Geithner                 | Venceu    |
| 1998 | Prêmio ACE de Nova York | Melhor Direção               | Miguel Córcega e Mónica Miguel | Venceu    |

## Outras Versões
- La mujer que no podía amar, radionovela original de Delia Fiallo.

- A versão que inspirou esta novela foi exibida em 1986, sob o título Monte calvario, produzida por Valentín Pimstein e Angelli Nesma Medina e protagonizada por Edith González e Arturo Peniche.

- Em 2011, uma adaptação livre de Te sigo amando foi ao ar como La que no podía amar, produzida por José Alberto Castro e protagonizada por Ana Brenda Contreras, José Ron e Jorge Salinas[3].
- Em 2025, a Televisa voltou a produzir mais uma versão dessa história em adaptação livre, chamada de Amanecer, protagonizada por Fernando Colunga e Livia Brito e produzida por Juan Osorio. Está sendo exibida desde 07 de julho de 2025, substituindo Juegos de amor y poder às 21h30.